# Persone di nome Marcel/Calciatori
| Questa pagina contiene informazioni ricavate automaticamente dalle voci biografiche con l'ausilio del template Bio e di un bot. L'aggiornamento è periodico e automatico e ricostruisce completamente la pagina. Se manca una persona in questa lista, sei pregato di non aggiungerla, ma accertati piuttosto che la sua voce biografica contenga il template Bio e che i dati anagrafici siano correttamente compilati. Se il template Bio manca, inseriscilo tu stesso o, in alternativa, metti l'avviso {{tmp\|Bio}} che ne segnala la mancanza. Se i dati riportati sono sbagliati, correggi direttamente la voce biografica; le modifiche saranno visibili in questa lista entro pochi giorni. Per chiarimenti vedi il progetto antroponimi. La lista contiene solo le 90 persone che sono citate nell'enciclopedia e per le quali è stato implementato correttamente il template Bio. Pagina aggiornata al 6 ago 2025. |

Questa è una lista di persone presenti nell'enciclopedia che hanno il nome Marcel e sono calciatori.

## A(4)
- Marcel Adamczyk, calciatore francese (Giraumont, n. 1935 - Nancy, † 2023)
- Marcel Appiah, ex calciatore tedesco (Schwelm, n. 1988)
- Marcel Artélésa, calciatore francese (Pont-Sainte-Marie, n. 1938 - Troyes, † 2016)
- Marcel Aubour, ex calciatore francese (Saint-Tropez, n. 1940)

## B(5)
- Marcel Beifus, calciatore tedesco (Wolfenbüttel, n. 2002)
- Marcel Bertrand, calciatore francese (Bondy, n. 1899 - Troyes, † 1933)
- Marcel Bossi, ex calciatore lussemburghese (n. 1960)
- Marcel Buré, calciatore francese (Dieppe, n. 1897 - † 1958)
- Marcel Büchel, calciatore austriaco (Feldkirch, n. 1991)

## C(3)
- Marcel Canadi, calciatore austriaco (n. 1997)
- Marcel Coraș, ex calciatore rumeno (Arad, n. 1959)
- Marcel Correia, ex calciatore portoghese (Kaiserslautern, n. 1989)

## D(8)
- Marcel Dangles, calciatore francese (Sète, n. 1899 - Bages, † 1974)
- Marcel Dantheny, calciatore francese (Esbly, n. 1936 - Neuilly-sur-Seine, † 2024)
- Marcel Desailly, ex calciatore ghanese (Accra, n. 1968)
- Marcel Di Domenico, ex calciatore lussemburghese (Differdange, n. 1955)
- Marcel Domergue, calciatore francese (Porto Said, n. 1901 - Antibes, † 1969)
- Marcel Domingo, calciatore e allenatore di calcio francese (Arles, n. 1924 - Arles, † 2010)
- Marcel Dries, calciatore belga (Berchem, n. 1929 - Anversa, † 2011)
- Marcel de Jong, ex calciatore canadese (Newmarket, n. 1986)

## E(2)
- Marcel Eger, ex calciatore tedesco (n. 1983)
- Marcel Essombé, calciatore camerunese (Douala, n. 1988)

## F(2)
- Marcel Flückiger, calciatore svizzero (n. 1929 - Berna, † 2010)
- Marcel Franke, calciatore tedesco (Dresda, n. 1993)

## G(5)
- Marcel Galey, calciatore francese (Clichy, n. 1905 - Saint-Cloud, † 1991)
- Marcel Gaus, ex calciatore tedesco (Hagen, n. 1989)
- Marcel Gecov, ex calciatore ceco (Praga, n. 1988)
- Marcel Gibon, ex calciatore francese (n. 1973)
- Marcel Henrique Garcia Alves Pereira, ex calciatore brasiliano (São José do Rio Preto, n. 1992)

## H(8)
- Marcel Halstenberg, calciatore tedesco (Laatzen, n. 1991)
- Marcel Hartel, calciatore tedesco (Colonia, n. 1996)
- Marcel Heister, calciatore tedesco (Albstadt, n. 1992)
- Marcel Heller, calciatore tedesco (Frechen, n. 1986)
- Marcel Henneberg, calciatore svizzero (n. 1882 - Ginevra, † 1954)
- Marcel Hernández, calciatore cubano (L'Avana, n. 1989)
- Marcel Hoffmeier, calciatore tedesco (Geseke, n. 1999)
- Marcel Holzmann, calciatore austriaco (Salisburgo, n. 1990)

## I(1)
- Marcel Rømer, calciatore danese (n. 1991)

## K(5)
- Marcel Katz, calciatore svizzero (n. 1896 - † 1975)
- Marcel Kauffmann, calciatore francese (Mulhouse, n. 1910 - † 1969)
- Marcel Mbayo, ex calciatore congolese (Repubblica Democratica del Congo) (Lubumbashi, n. 1978)
- Marcel Krajewski, calciatore polacco (Brodnica, n. 2004)
- Marcel Kunz, calciatore svizzero (Gerlafingen, n. 1943 - Basilea, † 2017)

## L(5)
- Marcel Langiller, calciatore francese (Parigi, n. 1908 - Parigi, † 1980)
- Marcel Leborgne, calciatore e allenatore di calcio francese (Carhaix, n. 1939 - Vienne, † 2007)
- Marcel Leboutte, calciatore belga (Spa, n. 1880 - La Gleize, † 1976)
- Marcel Loncle, ex calciatore francese (Saint-Malo, n. 1936)
- Marcel Lotka, calciatore tedesco (Duisburg, n. 2001)

## M(6)
- Marcel Mahouvé, ex calciatore camerunese (Douala, n. 1973)
- Marcel Maltritz, ex calciatore tedesco (Magdeburgo, n. 1978)
- Marcel Marchal, calciatore francese (Montigny-lès-Metz, n. 1913 - Verdun, † 1993)
- Marcel Mauron, calciatore svizzero (Ginevra, n. 1929 - † 2022)
- Marcel Meeuwis, ex calciatore olandese (Goirle, n. 1980)
- Marcel Metoua, ex calciatore ivoriano (Attecoubé, n. 1988)

## N(2)
- Marcel Novick, ex calciatore uruguaiano (Montevideo, n. 1983)
- Marcel Nowak, calciatore francese (Piennes, n. 1934 - † 1985)

## O(2)
- Marcel Augusto Ortolan, ex calciatore brasiliano (Mirassol, n. 1981)
- Marcel Ourdouillié, calciatore francese (Isbergues, n. 1913 - † 1962)

## P(5)
- Jean Pacot, calciatore francese (Parigi, n. 1890 - † 1962)
- Marcel Papama, calciatore namibiano (Okapya, n. 1996)
- Marcel Paulus, calciatore lussemburghese (Grevenmacher, n. 1920 - Ettelbruck, † 1987)
- Marcel Peeper, ex calciatore olandese (Amsterdam, n. 1965)
- Marcel Pinel, calciatore francese (Honfleur, n. 1908 - † 1968)

## R(7)
- Marcel Răducanu, ex calciatore rumeno (Bucarest, n. 1954)
- Marcel Ratnik, calciatore sloveno (n. 2003)
- Marcel Rewenig, calciatore lussemburghese (n. 1921 - † 2004)
- Marcel Risse, ex calciatore tedesco (Colonia, n. 1989)
- Marcel Ritzmaier, calciatore austriaco (Judenburg, n. 1993)
- Marcel Román, calciatore uruguaiano (Montevideo, n. 1988)
- Marcel Alejandro Ruiz Suárez, calciatore messicano (Mérida, n. 2000)

## S(10)
- Marcel Sabitzer, calciatore austriaco (Wels, n. 1994)
- Marcel Sabou, calciatore rumeno (Timișoara, n. 1965 - Gijón, † 2025)
- Marcel Salva, calciatore francese (El-Biar, n. 1922 - Aubenas, † 2005)
- Marcel Schantl, calciatore austriaco (n. 2000)
- Marcel Schreter, ex calciatore austriaco (Innsbruck, n. 1981)
- Marcel Schuhen, calciatore tedesco (Kirchen, n. 1993)
- Marcel Schumann, calciatore lussemburghese (Lussemburgo, n. 1901 - Lussemburgo, † 1989)
- Marcel Seip, ex calciatore olandese (Winschoten, n. 1982)
- Marcel Sobottka, calciatore tedesco (Gelsenkirchen, n. 1994)
- Marcel Stutter, calciatore tedesco (n. 1988)

## T(3)
- Marcel Tisserand, calciatore francese (Meaux, n. 1993)
- Marcel Titsch-Rivero, calciatore tedesco (Francoforte sul Meno, n. 1989)
- Marcel Triboulet, calciatore francese (n. 1890 - † 1939)

## V(3)
- Marcel Vanco, calciatore francese (Marsiglia, n. 1895 - Croix, † 1987)
- Marcel Vignoli, calciatore francese (Cambrai, n. 1898 - Mentone, † 1985)
- Marcel Vonlanden, ex calciatore svizzero (Losanna, n. 1933)

## W(2)
- Marcel Witeczek, ex calciatore tedesco (Tychy, n. 1968)
- Marcel Wędrychowski, calciatore polacco (Stettino, n. 2002)

## Z(2)
- Marcel Ziegl, ex calciatore austriaco (Seewalchen am Attersee, n. 1992)
- Marcel Zylla, calciatore tedesco (Monaco di Baviera, n. 2000)